# John Esslemont
John Ebenezer Esslemont (* 19. Mai 1874 in Aberdeen, Vereinigtes Königreich; † 22. November 1925 in Haifa, Israel) war ein Bahai und wurde von Shoghi Effendi posthum zu einem Jünger Abdu’l Bahas und einer der Hände der Sache Gottes ernannt. Esslemont war der Autor von „Baha’u’llah and the New Era“, das in zahlreiche Sprachen übersetzt wurde und noch heute das bekannteste und meistbenutzte Einführungswerk in den Bahai-Glauben ist.

## Leben
Esslemont promovierte in Medizin und wurde Assistenzprofessor an der Universität von Aberdeen. Dort blieb er bis 1901. Esslemont hatte sich Tuberkulose zugezogen, als er im College war. Er verbrachte einige Zeit in Australien und Südafrika. 1908 kehrte er in sein Heimatland zurück, als er eine Stelle als Amtsarzt in einem Tuberkulosesanatorium in Bournemouth erhielt. Im Dezember 1914 erwähnte die Frau eines Kollegen den Bahai-Glauben gegenüber Esslemont und gab ihm einige Broschüren. Die Frau hatte Abdu’l Baha 1911 in London kennengelernt. Esslemont beherrschte Französisch, Deutsch, Spanisch und Esperanto. Er begann auch Persisch und Arabisch zu lernen, nachdem er Anfang 1915 Bahai wurde. Etwa im Oktober 1916 begann er das Einführungswerk Baha’u’llah and the New Era zu verfassen. Im Winter 1919/1920 hielt sich Esslemont zwei Monate in Haifa auf. In dieser Zeit besprach Abdu’l Baha das Manuskript mit ihm. Nach der Rückkehr nach Großbritannien überarbeitete Esslemont bis August das Manuskript und schickte es an Abdu’l Baha. Jedoch hatte dieser bis zu seinem Tod im November 1921 nur etwas mehr als drei Kapitel korrigiert. Shoghi Effendi gab 1922 noch weitere Vorschläge zur Verbesserung des Manuskriptes und schließlich wurde es 1923 publiziert. Im gleichen Jahr wurde Esslemont arbeitslos, da das Sanatorium geschlossen wurde. Esslemont beendete im Mai 1924 eine kleine Broschüre über den Bahai-Glauben mit dem Titel „Baha’u’llah and His Message“. Im gleichen Jahr erhielt Esslemont eine Einladung von Shoghi Effendi nach Haifa. Dort kam Esslemont am 21. November an. Er half Shoghi Effendi bei seiner mannigfaltigen Korrespondenz und bei der Übersetzung der Verborgenen Worte und der Tafel an Ahmad von Baha’u’llah. Im Frühjahr 1925 verschlimmerte sich die Tuberkulose Esslemonts, und er verbrachte mehr als zwei Wochen im Krankenhaus. Im Sommer 1925 hielt er sich im Haus der Bahai Victoria von Sigsfeld im Schwarzwald auf, um sich zu erholen und nicht der Hitze von Haifa ausgesetzt zu sein. Mit Victoria von Sigsfeld arbeitete er an der deutschen Übersetzung seines Buches, das 1927 unter dem Titel „Baha’u’llah und das neue Zeitalter“ veröffentlicht wurde. Esslemont kehrte Ende September nach Haifa zurück. Sein Gesundheitszustand verschlechterte sich dort. Am 22. November 1925 verstarb er und wurde auf dem Bahai-Friedhof in Haifa beigesetzt.
Im Januar 2010 wurde im Andenken an sein Lebenswerk in Wien ein Bahai-inspirierter Verlag gegründet, der Esslemont Verlag.

## Werke
- John Esslemont: Bahá’u’lláh and the New Era. Allen & Unwin, London, UK 1923.
- John Esslemont: Bahá’u’lláh und das neue Zeitalter. Verlag des Deutschen Bahaibundes, Stuttgart 1927.
- John Esslemont: Bahá’u’lláh und das neue Zeitalter. Bahai-Verlag, Hofheim-Langenhain 1976, ISBN 3-87037-085-8.
- John Esslemont: Bahá’u’lláh and his message. Bahai Publishing Committee, New York, USA 1924.
- John Esslemont: Bahá’u’lláh and the New Era. Bahai Publishing Trust, Wilmette, Illinois, USA 1980, ISBN 0-87743-160-4.